# Andorinha
Andorinha là một đô thị thuộc bang Bahia, Brasil. Đô thị này có diện tích 1207,68 km², dân số năm 2007 là 13437 người, mật độ 11,13 người/km².